# Boiereni, Maramureș
Boiereni (în maghiară Boérfalva) este un sat ce aparține orașului Târgu Lăpuș din județul Maramureș, Transilvania, România.

## Istoric
Localitatea a purtat și numele de Dumbrava Nouă.
Prima atestare documentară: 1584 (Boierfalwa). 

## Etimologie
Etimologia numelui localității: din n. de grup boiereni, din n. fam. Boier (< subst. boier „nobil, domn” < sl. boljarŭ, boljarinŭ) + suf. -eni. 

## Demografie
La recensământul din 2011, populația era de 363 locuitori. 

## Monument istoric
- Biserica de lemn „Sf. Arhangheli Mihail și Gavril” (sec. XVIII).

## Așezământ monahal
În Boiereni este o mănăstire ortodoxă (Rohiița), cu hramul „Sfinții Apostoli Petru și Pavel” (reînființată în 1993). 

## Personalități
- Florin Vasile Pop, medic obstretician.

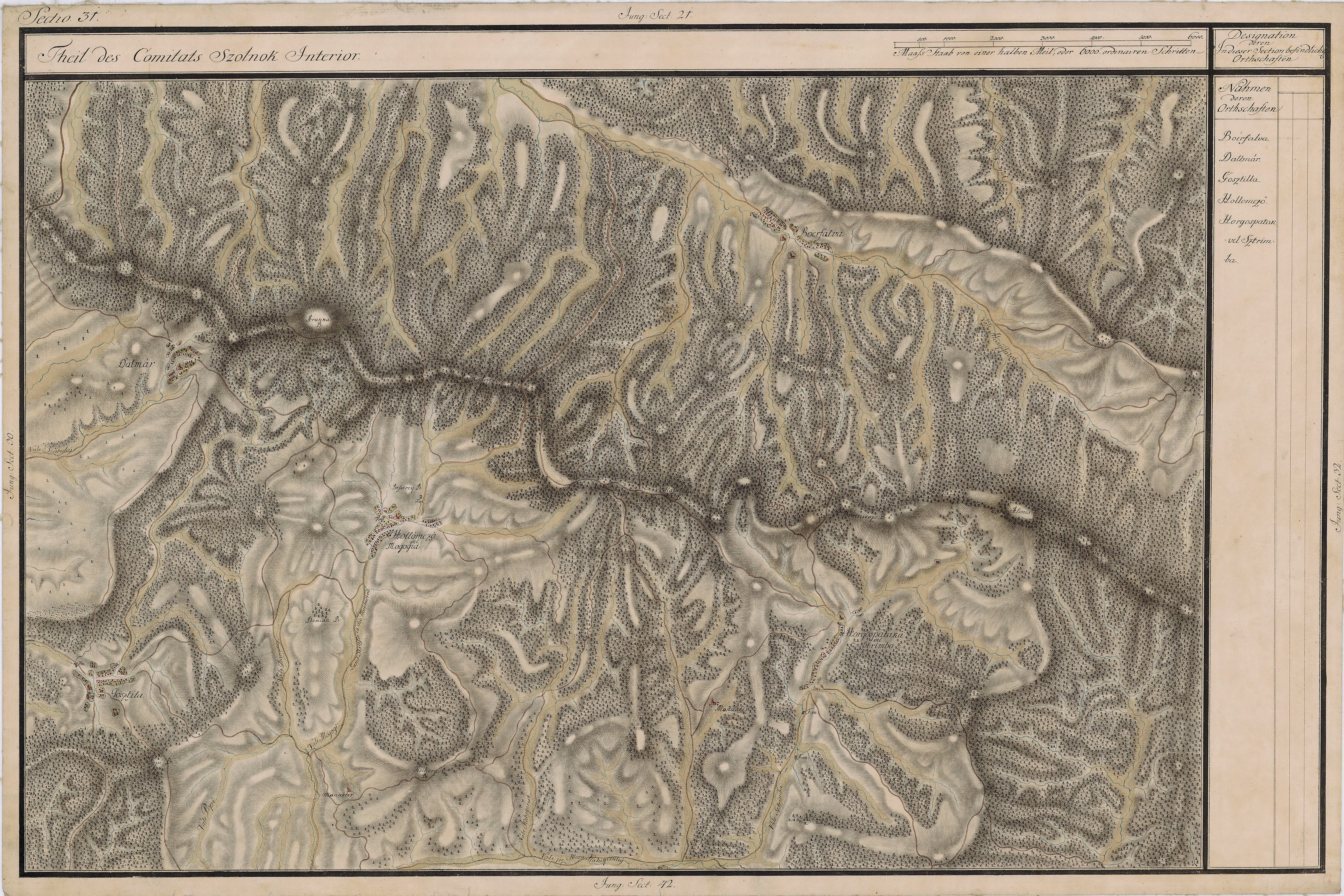
Boiereni în Harta Iosefină a Transilvaniei, 1769-1773

- Arhimandritul Serafim Man (1935-2013) de la Mănăstirea ,,Sfânta Ana", Rohia, care a fost stareț al acestui sfânt locaș de cult între anii 1973-1984.[necesită citare]

## Imagini

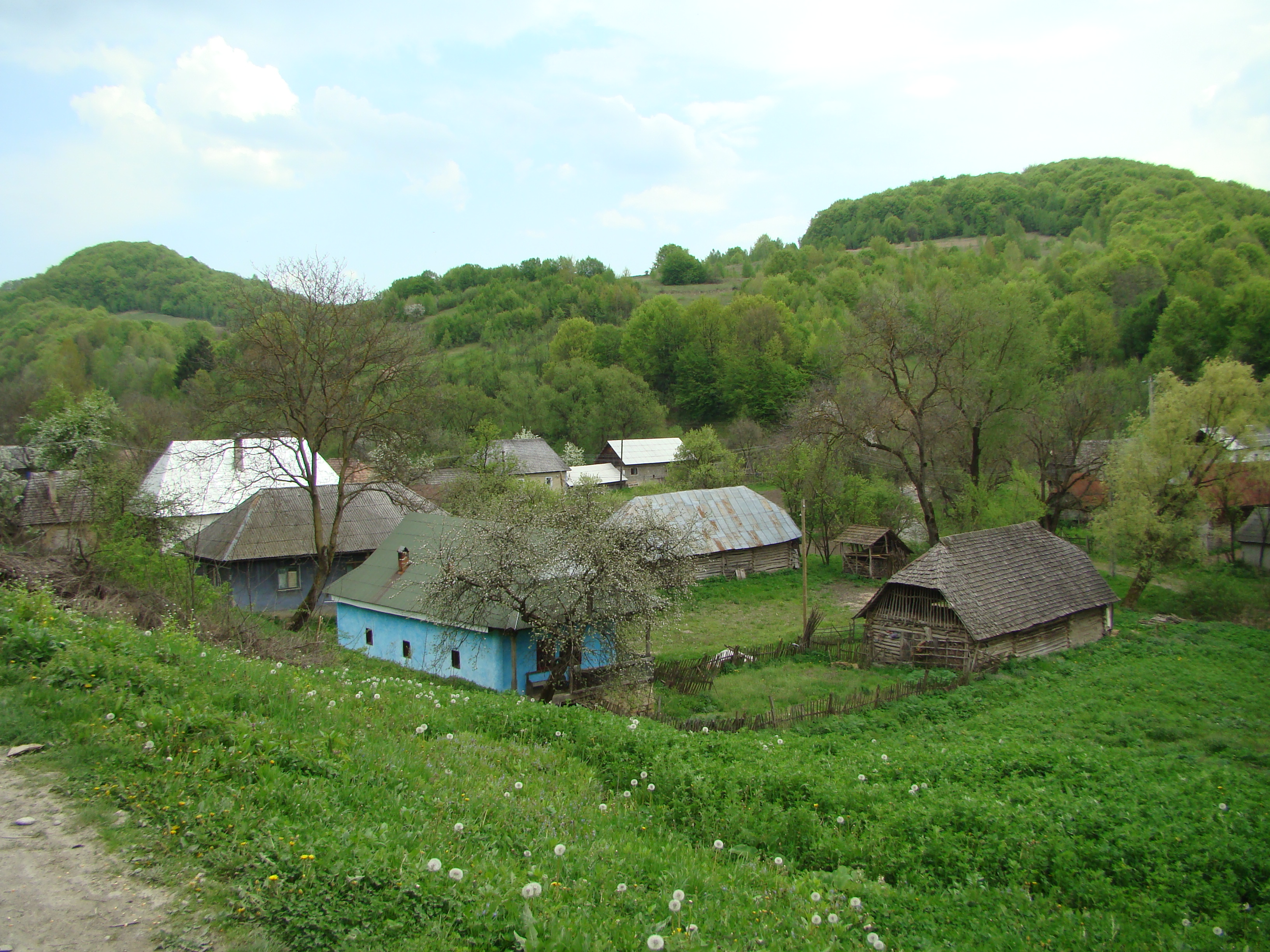
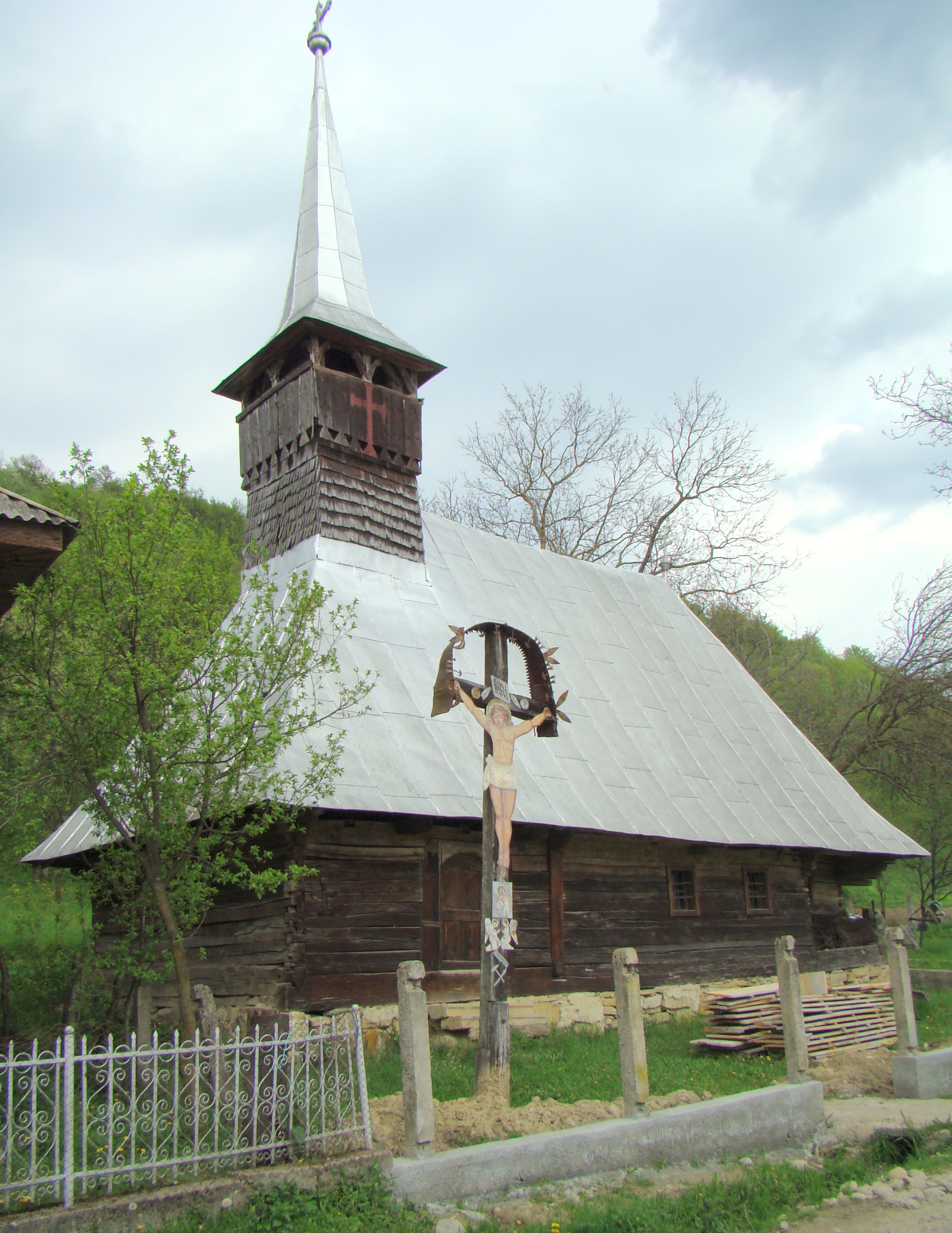
Biserica de lemn Sf. Arhangheli din Boiereni
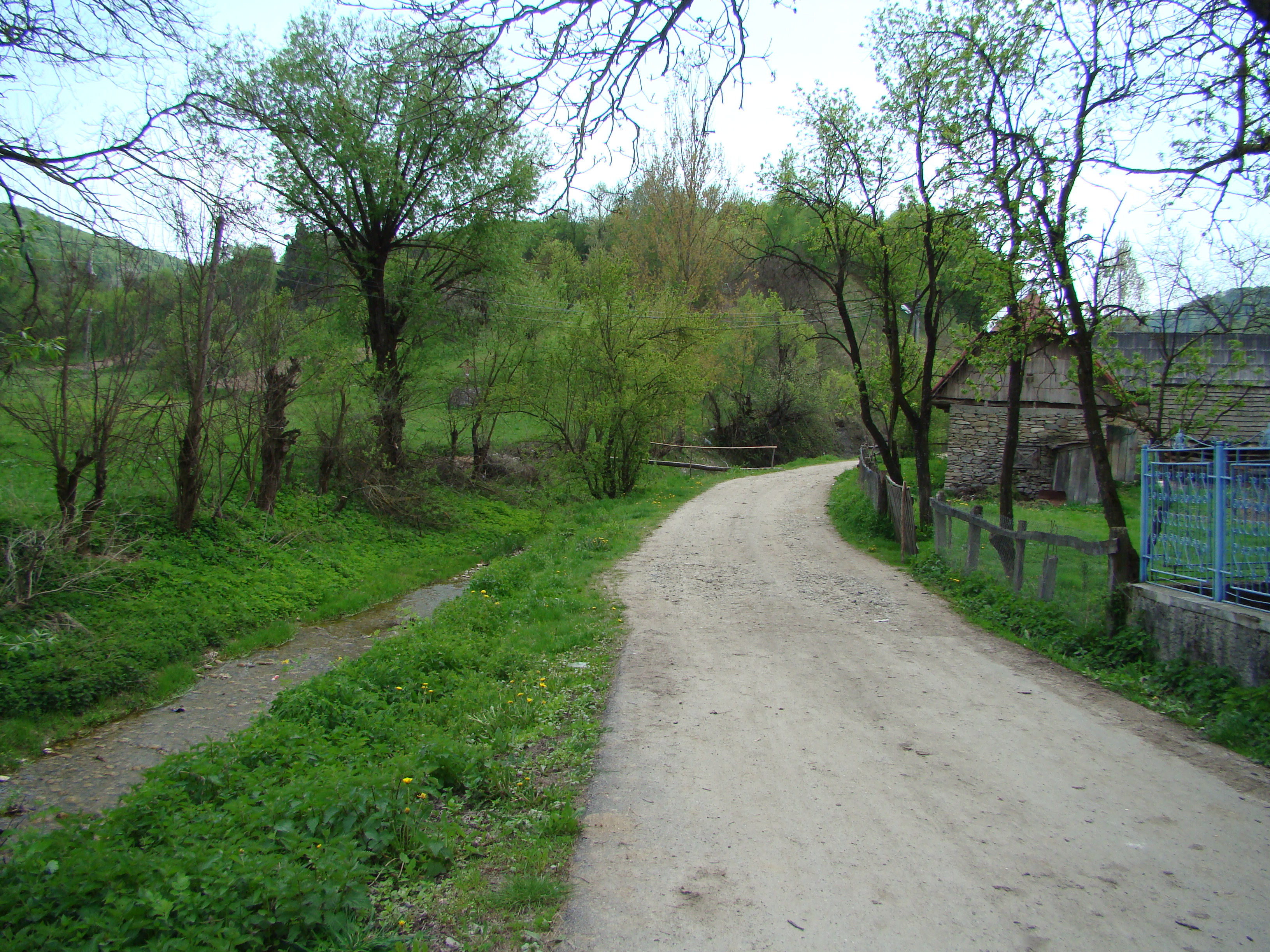
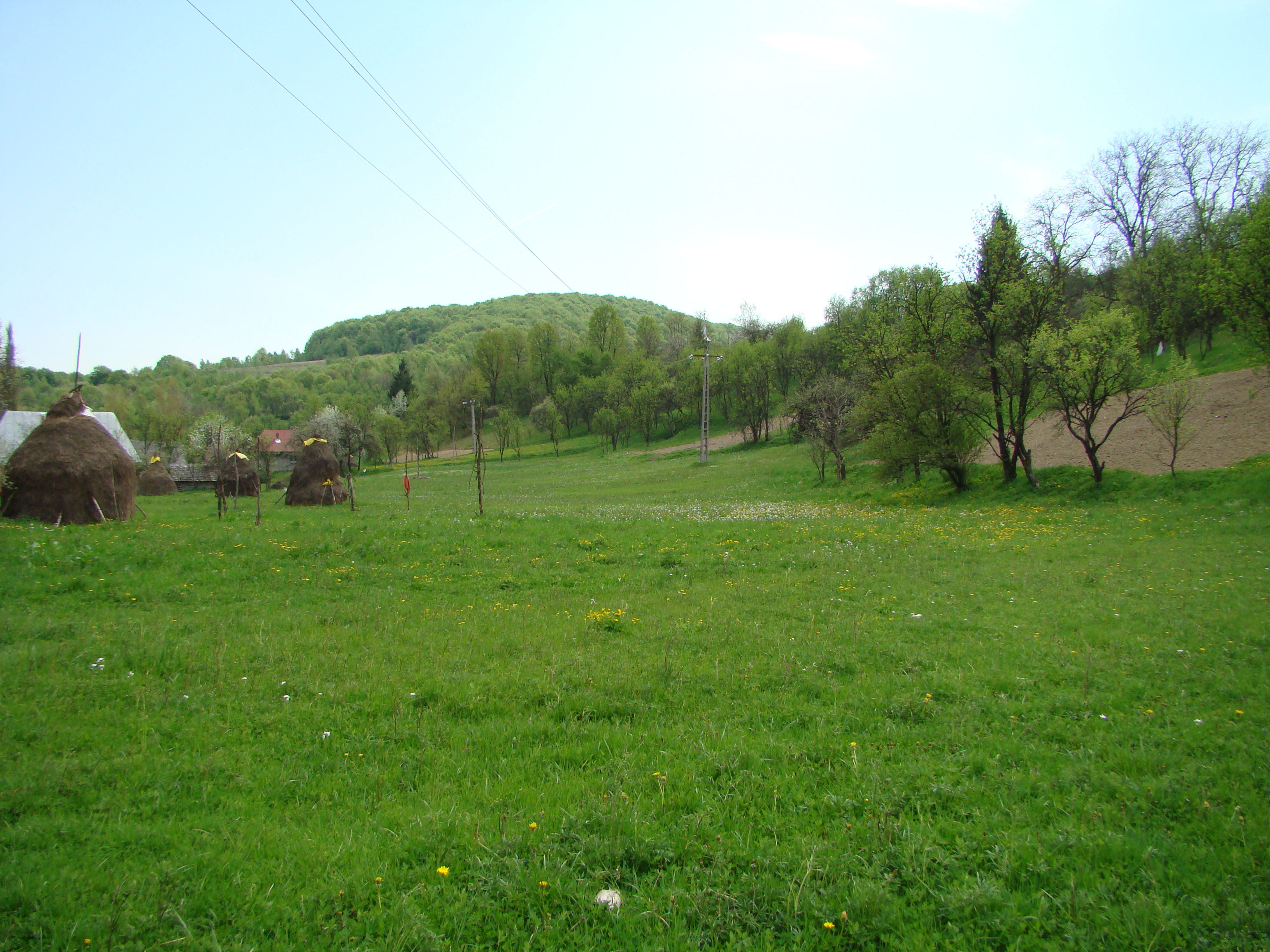
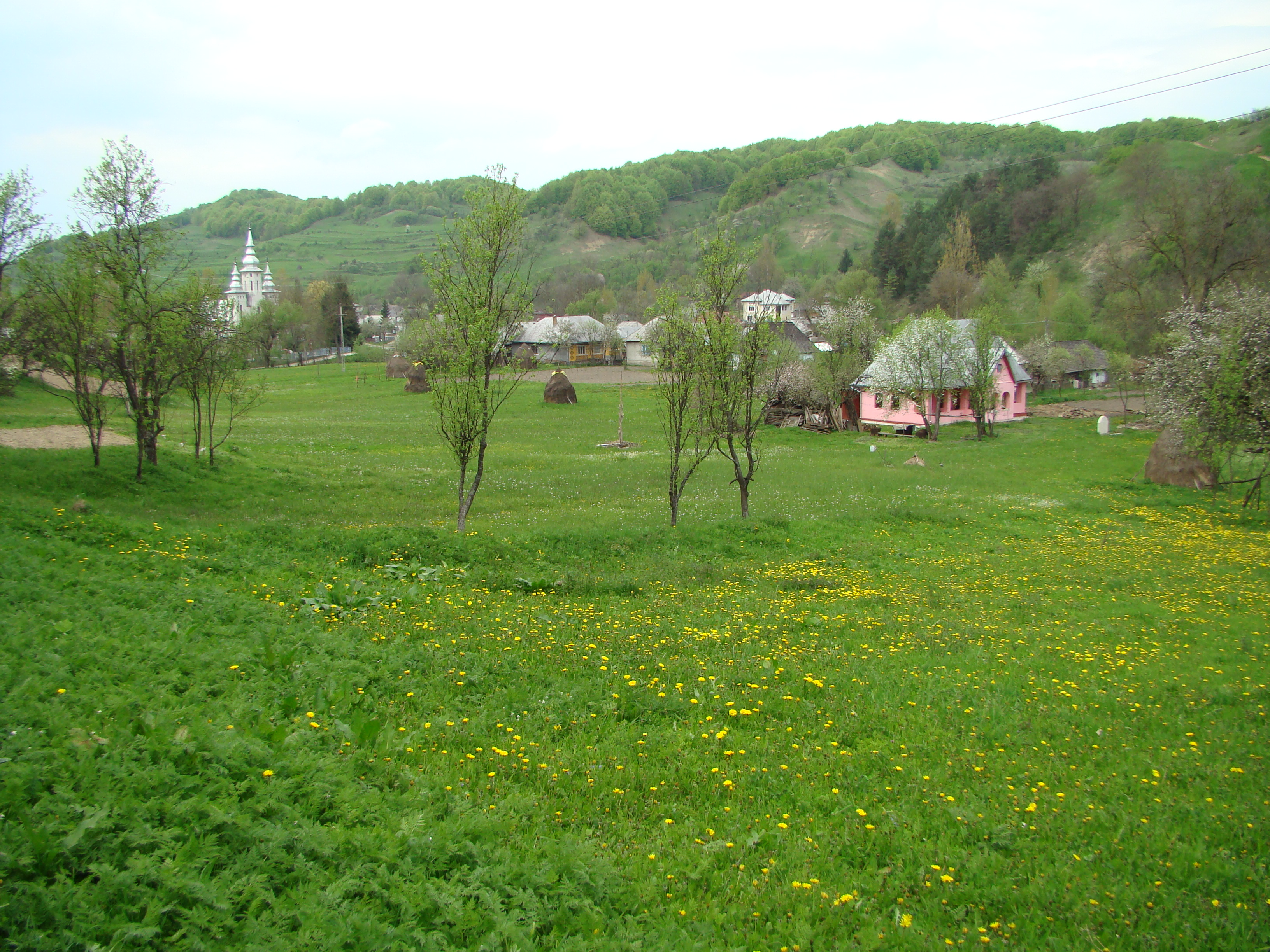
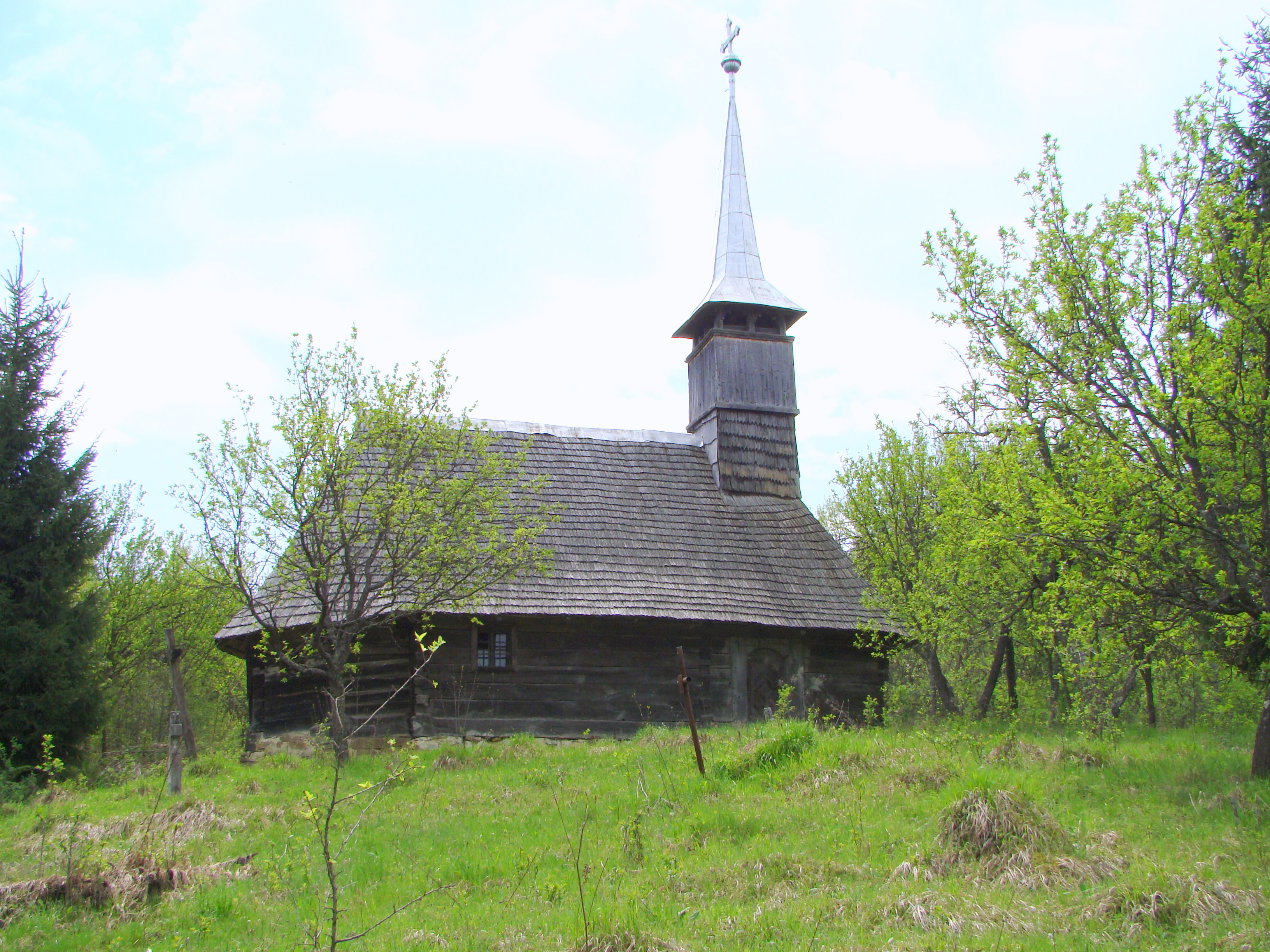
Biserica de lemn Sf. Nicolae din Boiereni